# Tag vad du vill ha (film, 1947)
Tag vad du vill ha (danska: Ta, hvad du vil ha) är en dansk dramafilm från 1947 i regi av Ole Palsbo.

## Rollista i urval
- Ebbe Rode - Kurt Bergholtz
- Agnes Thorberg Wieth - konsulinnan Hedvig Bergholtz
- Bjarne Forchhammer - Ejnar Bergholtz
- Ib Schønberg - Oscar Bergholtz
- Ellen Gottschalch - Maja Bergholtz
- Erni Arneson - Esther Wulff
- Helle Virkner - Britta Wulff
- Hans Egede Budtz - Axel Wulff
- Vera Gebuhr - Marianne Beyer
- Bjørn Watt Boolsen - Poul Strøm
- Elith Pio - Dr. Tørring
- Knud Rex - Freddy Boesen
- Per Buckhøj - redaktör